# Bundesarbeitsgemeinschaft der Immigrantenverbände
Die Bundesarbeitsgemeinschaft der Immigrantenverbände in Deutschland e. V. (BAGIV), kurz Bundesarbeitsgemeinschaft der Immigrantenverbände, ist ein bundesweiter und multinationaler Dachverband von derzeit dreizehn Migrantenvereinen. Der Verband wurde 1985 gegründet und hat seinen Sitz in Bonn sowie ein Hauptstadtbüro in Berlin.

## Ziele
Die BAGIV widmet sich „dem Ziel der integrationsfördernden Selbstvertretung von ImmigrantInneninteressen“. Insbesondere geht es dabei um:
- Juristische, soziale und politische Interessenvertretung,
- Kulturelle, soziale und pädagogische Projekte und Aktivitäten,
- Abbau von Begegnungsschranken und Vorurteilen,
- Projektentwicklung zur Bewältigung anstehender Probleme,
- Förderung der politischen Partizipation,
- Projekte im Bereich der Jugendarbeit und anderen Bereichen.

Die BAGIV wird seit 2013 vom Programm Strukturförderung des Bundesamts für Migration und Flüchtlinge (BAMF) unterstützt.

## Aktivitäten und Stellungnahmen
Im Jahr 1983 forderte die BAGIV in einem „Memorandum zum Muttersprachlichen Unterricht“ eine gesetzliche Verankerung und Gewährleistung des muttersprachlichen Unterrichts sowie allgemeiner eine bilinguale und bikulturelle Erziehung. Eine überarbeiteter Fassung samt Diskussionsbeiträgen und Stellungnahmen von Kultusministerien veröffentlichte die BAGIV im Jahr 1985.
Der 2011 neu gegründete Bundesbeirat für Integration bestand und besteht aus 32 Gremiumsmitgliedern einschließlich jeweils einem Repräsentant der BAGIV und neun weiterer Migrantenorganisationen.
Anlässlich der Flüchtlingskrise von 2015/2016 initiierte die BAGIV das Projekt „Ehrenamtler*innen mit Migrationshintergrund im Einsatz für Flüchtlinge“, an dem sich fünf der BAGIV-Mitgliedsorganisationen beteiligten. Das Projekt zielte darauf, zehn ehrenamtliche Flüchtlingsbeauftragte bei iranisch- und afghanisch-stämmigen Vereinen die niedrigschwellige Flüchtlingsarbeit fortzubilden, um im Sinne einer besseren Integration den Spracherwerb, die Vermittlung freiheitlich demokratischer Grundwerte und das Verständnis von Vielfalt und Toleranz zu fördern. Dieses Projekt wurde durch das BAMF gefördert.
Im Jahr 2020 veröffentlichte die BAGIV ein von ihr in Auftrag gegebenes Gutachten zur Frage der Zulässigkeit eines Kopftuchverbotes für Minderjährige unter 14 Jahren. Das Gutachten beurteilte ein solches Verbot, obwohl der Staat dadurch in das elterliche Erziehungsrecht und in die Religionsfreiheit eingreifen würde, als verfassungsgemäß. Insbesondere habe der Staat eine Schutzverantwortung für die Achtung der Grundrechte, und dies auch für Unter-14-Jährige. BAGIV-Präsident Ali Ertan Toprak betonte in diesem Zusammenhang, dass der Koran an keiner Stelle ein Kopftuch für Kinder und Mädchen verlange.
Im Oktober 2020 forderte die BAGIV als Reaktion auf islamistische Gewalttaten in Dresden und Frankreich ein härteres Vorgehen gegen den Islamismus. Die Politik in Deutschland müsse den politischen Islam „mit allen rechtsstaatlichen Mitteln“ bekämpfen. Toprak sprach sich dafür aus, eine Dokumentationsstelle nach dem Vorbild der österreichischen Dokumentationsstelle Politischer Islam einzurichten. Außerdem plädierte er für die Schaffung einer „Bundesstiftung Muslimisches Leben“ mit dem Zweck einer liberalen und säkularen Jugend-, Familien- und Sozialarbeit für Muslime.
Die BAGIV hat mehrere Veranstaltungsreihen zum Thema „Gesundheit und Migration“ durchgeführt. Hierzu zählte 2019 eine Veranstaltungsreihe mit Themenschwerpunkten Impfen und Diabetes, die vom Bundesgesundheitsministerium und von der Robert Bosch Stiftung gefördert wurde. Im Jahr 2021 organisierte sie eine digitale Gesundheitsfachtagung zum Themenschwerpunkt COVID-19.
Der Verband ist Herausgeber zahlreicher Publikationen zum Themenfeld Migration und Integration.

## Organisation
Mitglieder sind 13 Verbände aus 11 Nationen (Stand: 2021):
- Bundesverband spanischer sozialer und kultureller Vereine in Deutschland e.V.
- KOMKAR, Verband der Vereine aus Kurdistan in Deutschland e.V.
- Verband der Griechischen Gemeinden in Deutschland e.V. (OEK)
- Zentralrat der Armenier in Deutschland e.V. (ZAD)
- Zentralrat der Serben in Deutschland e.V. (ZSD)
- Zentralverband der Assyrischen Vereinigungen in Deutschland e.V. (ZAVD)
- Kurdische Gemeinde Deutschland e.V. (KGD)
- Bundesverband der Portugiesischen Vereine in Deutschland e.V. (FAPA)
- Bundesverband der Vietnamesen in Deutschland e.V.
- Vietnamesische interkulturelle Fraueninitiative in Deutschland e.V. (ViFi)
- Kroatischer Weltkongress in Deutschland e.V. (KWKD)
- Zentral-Verband der Ukrainer in Deutschland e.V. (ZVUD)
- Iranische Gemeinde in Deutschland e.V.

Der Vorstand setzt sich wie folgt zusammen:
- Präsident: Ali Ertan Toprak
- Vizepräsidenten: Circis Musa Simsek, Nikolaos Athanassiadis
- Mitglieder des erweiterten Vorstands: Beisitzer Lydmila Mlosch, Thoai Ngyen und Antonio Espinosa Segovia sowie Ehrenpräsidenten Kostas Pappas und Mehmet Tanrıverdi

Die BAGIV wurde 1985 gegründet und hieß vormals Bundesarbeitsgemeinschaft der Immigrantenverbände in der Bundesrepublik Deutschland und Berlin-West. Die Mitglieder sind unabhängige Verbände, die zur Vertretung ihrer migrations- und integrationspolitischen Interessen in der BAGIV organisiert sind.

## Mitgliedschaften
Die BAGIV wurde im Oktober 2017 Mitglied des Deutschen Instituts für Menschenrechte.